# Arthur Hermsdorf
Die Firmen Arthur Hermsdorf waren Unternehmen der Rauchwaren- beziehungsweise Pelzbranche. Sie gehen auf ihren Gründer Arthur Hermsdorf zurück, der 1891 im Raum Leipzig eine Rauchwarenzurichterei, einen Veredlungsbetrieb für Pelzfelle, errichtet hatte. Um 1938 firmierte die Rauchwarenzurichterei unter dem Namen Gebr. Hermsdorf.
Der Sohn Leopold Hermsdorf (* 16. April 1878; † 2. Mai 1953 in Leipzig) „gehörte zu den Fachmännern, die dereinst den Namen Leipzig als internationales Pelzzentrum in aller Welt bekannt gemacht haben“. Weiterhin unter dem Firmennamen Arthur Hermsdorf war er im Leipziger Pelzhandelsviertel um die Straße Brühl als Rauchwarenhändler und Rauchwarenkommissionär tätig. Auf seine Initiative ging die Einführung des über Jahrzehnte weltweit in der Pelzmode sehr beliebten Artikels „Indisch Lamm“ zurück.
Nach dem Zweiten Weltkrieg wurde 1950 als Fortsetzung des Großhandelsbetriebs im neu entstandenen Pelzhandelszentrum Niddastraße in Frankfurt am Main die Rauchwarenkommissionsfirma Lodde & Hermsdorf gegründet. Im westdeutschen Monheim am Rhein entstand ein, zu dem Betrieb in der DDR unabhängiges, neues Pelzveredlungsunternehmen.

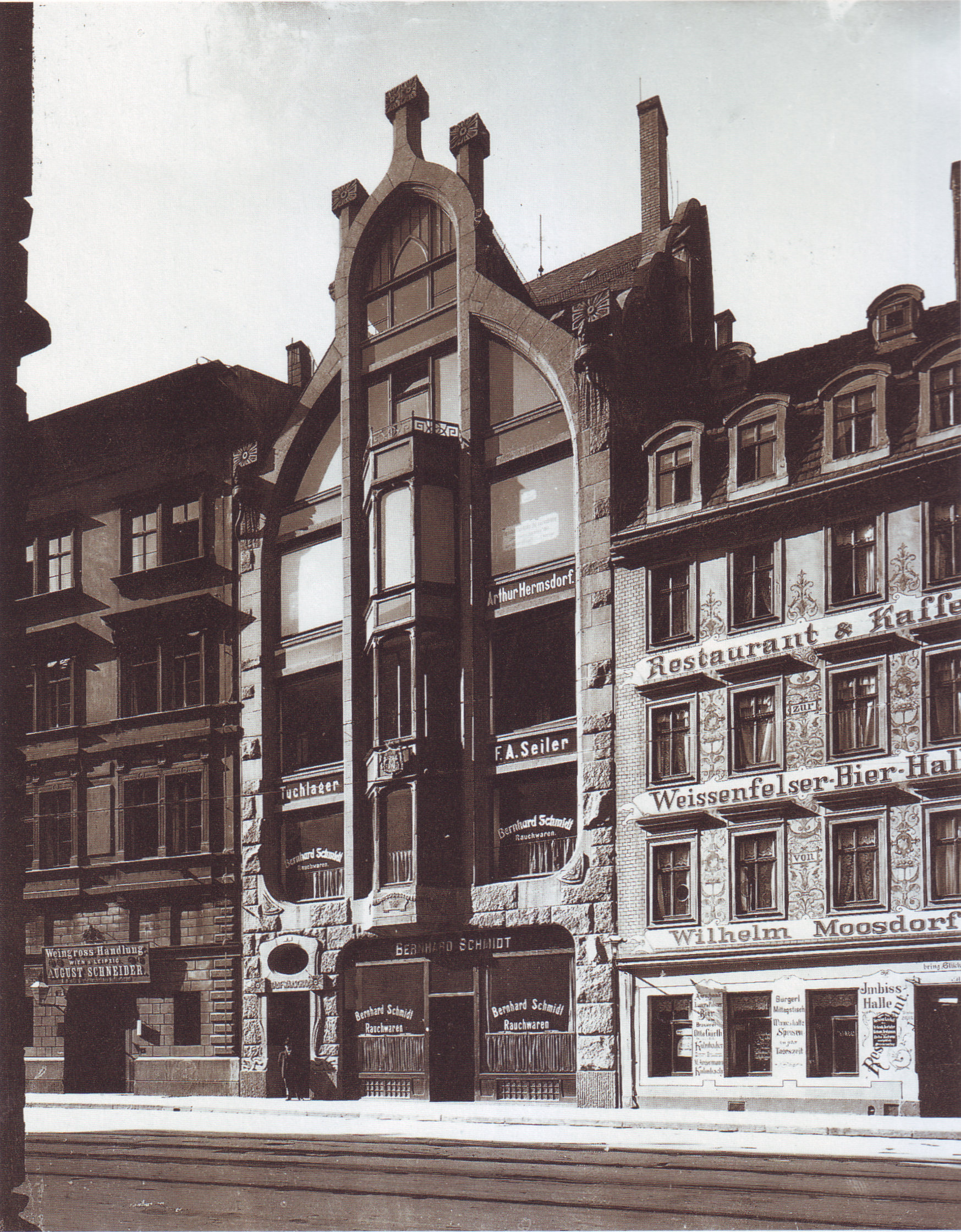
Firma Arthur Hermsdorf im Haus „Stadt Warschau“, Brühl 76–78^{III} (1905)

## Rauchwaren-Zurichterei und Färberei Arthur Hermsdorf, Rauchwaren-Kommission Gebr. Hermsdorf
Leopold Hermsdorf, der Sohn des Gründers, führte den Rauchwaren-Veredlungsbetrieb unter dem Namen seines Vaters Arthur Hermsdorf im Gebäude Brühl 76 weiter. Außerdem eröffnete er zusammen mit seinem Bruder einen Kommissionshandel für Pelzfelle.
Leopold Hermsdorfs Sohn Herbert Hermsdorf (* 1925), Enkel des Gründers, erlernte ab dem 1. April 1925 das Zurichterhandwerk bei der Firma  Rylke & Schiwick und kehrte anschließend in den väterlichen Betrieb zurück. Herbert Hermsdorf führte das Unternehmen nach dem Tod des Vaters weiter. Dessen Sohn, der Pelzveredler Jürgen Hermsdorf, blieb der letzte Inhaber. 1904 hatte Jürgen Hermsdorf die Lehre im Pelzzurichter-Handwerk begonnen. 1919 hatte er sich in Leipzig-Lindenau selbständig gemacht. Bereits ein Jahr später wurde das Unternehmen in größere selbsterbaute Räume nach Böhlitz-Ehrenberg verlegt.
In einem Inserat von Paul Hermsdorf, Leipzig aus dem März 1925 wird unter der Firmenadresse Brühl 76/78 die „Geschäftsstelle der Vereinigten Rauchwaren-Veredlungs-Werke G. m. b. H.“ mit angegeben, mit den Gesellschaftern A. Herzog, Wilhelm Jeute GmbH, Thorer & Co. sowie die Leipziger Rauchwaren-Färberei A.-G. mit den Gesellschaftern Theodor Kniesche, Dr. Friedrich König, Marquardt & König G-M-B-H. Das in den 1920er Jahren von ursprünglich drei der Unternehmen (ohne Hermsdorf) zustande gekommene Joint Venture war mit dem Ziel gegründet worden, die unterschiedlichen Erfahrungen zu teilen, technisches Wissen zu verbessern und dabei die individuellen Interessen beiseite zu stellen: „Als nächstes werden wir zusammenarbeiten, um unsere bisherigen Methoden zu verfeinern und neue zu entwickeln. Der Ruf und die Geschichte der einzelnen Unternehmen garantieren Leistung und Prozess.“
Die Einträge im Fachverzeichnis der Leipziger Pelzbranche des Jahres 1930 lauteten:
- Gebr. Hermsdorf, Böhlitz-Ehrenberg, Fraunhofer Straße 6, Rauchwaren-Zurichterei und Färberei (im Leipziger Adressbuch 1949 Gebr. Hermsdorf K.-G.)
- Arthur Hermsdorf, Richard-Wagner-Straße 3/4, Durchgang Brühl 71. Direkte Importe, Spezialität: Indisch Lamm.[7]

Leopold Hermsdorf war Vorsitzender der Rauchwaren-Kommissionäre, Direktor der „Kriegsfell AG“ und der „Vereinigten Veredlungsunternehmen“ sowie von 1945 bis 1951 Mitglied des Kuratoriums der Deutschen Kürschnerschule zu Leipzig. Als Referent gab er dort, wie unter den Kollegen des Brühl, seine auf vielen Auslandsreisen erworbenen Kenntnisse „jederzeit und gerne“ weiter. Leopold Hermsdorf blieb in den Nachkriegsjahren in der DDR bis zu seinem Tod im Jahr 1953 „dem Brühl verbunden“.
Eine Fachzeitung berichtete 1924 von einer „merkwürdigen Neuerung auf dem Gebiete des Pelzfärbens“ der Firma Arthur Hermsdorf, „die metallisch glänzenden Pelzfelle“, von dem Entwickler „Pharao“-Farbe benannt:

„Man sagt nicht besonders viel, wenn man diese Neuerung als einen besonders kühnen Schritt bezeichnet, der auf dem Wege zur möglichsten Verfeinerung und Mannigfaltigkeit der Rauchwarenveredelungsverfahren hiermit gemacht worden ist. Alles andere hätte man sich selbst als Fachmann träumen lassen, aber Felle deren Haarspitzen im Lichte golden und silbern glänzen und gleißen, das konnte denn doch niemand erwarten.
Es handelt sich bei dem ganzen Verfahren um vollkommen neue Wege, und die Resultate der lange Zeit hindurch unternommenen Versuche sind selbst dem Auge des Rauchwarenhändlers so ungewohnt, daß erst einige Zeit vergehen wird, um die erste, zunächst interessehemmende Verwunderung in den Kreisen des Handels zu überwinden. […] Dadurch werden natürlich bisher bei gefärbten Fellen nie dagewesene Wirkungen erzielt, und vor allem ist der zurzeit herrschenden Mode der Seidenlaméekleider, der silber- und golden leuchtenden Mäntel, der mit kostbaren blitzenden Steinen besetzten Diademe und Ketten damit in bester Weise Rechnung getragen. Am besten wird sich so ein „Metall“-Fell für Besatzzwecke an Silber- oder Goldstoffkleidern eignen. […] Bisher steht die Firma Arthur Hermsdorf mit ihrer Neuerung noch einzig und unbestritten da, und zahlreiche Patente im Auslande schützen die deutsche Erfindung vor Nachahmung. Möge sie mit dazu beitragen, die Achtung vor der deutschen Veredelungsbranche erneut zu heben.“

Es gab in späterer Zeit immer wieder einmal Versuche, mit verschiedenen Verfahren hergestellte Gold- und Silberfarben auf Fell im Markt zu etablieren, allerdings nie mit anhaltend größerem wirtschaftlichen Erfolg.
Im Jahr 1930 fand in Leipzig die einmalig gebliebene Internationale Pelzfach-Ausstellung als Selbstdarstellung der Pelzbranche statt, gleichzeitig mit dem wohl ebenfalls einzigen Welt-Pelz-Kongress. Leopold Hermsdorf gehörte zu den zahlreichen dafür Engagierten der Branche. Er war Mitglied des „Vereins Weltpelzkongress“ und unter anderem der Vorsitzende der „Kommission zur internationalen Sammlung von Handelsgebräuchen und Usancen“ sowie der Kommission für Vertreterfragen. Für den Messekatalog verfasste er zwei Fachartikel. In einer eigenen Vitrine zeigte das Unternehmen in der Ausstellung Beispiele seiner Pelzmodelle.
Philipp Manes, der von den Nationalsozialisten ermordete Biograph der Pelzbranche, schilderte den Rauchwaren-Kommissionär als „kleinen beweglichen Mann mit den frischen, strahlenden Augen“, wer ihn näher kennt, „weiß, dass er einen der wenigen tiefschürfenden Fachleute vor sich hat, dem die Branche kein Geheimnis bietet. Immer hat sich Leopold Hermsdorf, der die 1891 gegründete väterliche Firma Arthur Hermsdorf übernahm, wissenschaftlich innerhalb der Branche betätigt. Seine großen Verbindungen reichten bis zu fernen Kontinenten. Unvergessen sei ihm, dass er es war, der das indische Lammfell - bisher nur von Handschuhfabriken genommen - der Rauchwarenbranche zuführte, seine Verwendungsmöglichkeiten für sie gleichsam entdeckte und dadurch eine neue Industrie begründete. Ohne Hermsdorfs tätigen Einsatz wäre der so bedeutende Artikel „indisch Lamm“ nie der Welterfolg geworden, der die Augen aller pelzverarbeitenden Länder wieder auf die Farbkunst der Leipziger Betriebe gelenkt und ihnen die riesigen Quantitäten zum Färben eingebracht hätte. Er kannte die Ursprungsorte im fernen Indien und die Eigner der Ware. Wenn Thorers ihren tüchtigen jungen Abteilungsleiter Schulz dorthin sandten, um den wichtigen Markt an Ort und Stelle zu studieren, kann man daraus ersehen, welchen Dienst Hermsdorf der Branche geleistet hat.“

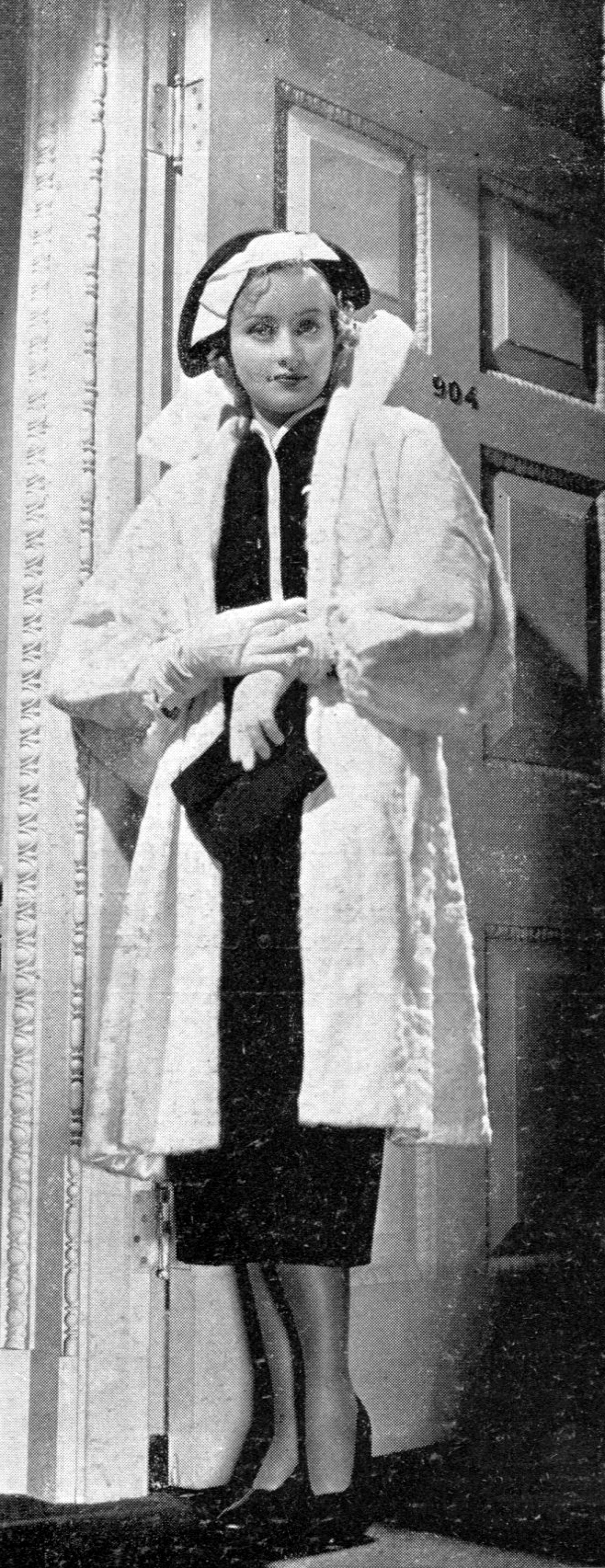
Indisch-Lamm-Mantel (1936)

An anderer Stelle schrieb Manes dazu:

„Arthur Hermdsorf, Leipzig, der kenntnisreiche, gewandte kleine Mann - der für viele Ausländer in Leipzig einkauft, ist der Protektor und Einführer des indischen Lamm gewesen. Als er in ganzseitiger Anzeige 1930 das Fell anbietet, kannte die gesamte Branche noch kaum dessen Wert und Qualität. Hermsdorf in Gemeinschaft mit der modernen Färberei Märkle & Co. A.G. brachten zum ersten Male das kleine, schön gelockte, flache Fell in den Handel und fand sofort begeisterte Zustimmung der modischen Kreise.
Während man im Anfang nur gut gezeichnete Rohware wählte, die feinlockige und moirierte bei Seite ließ, konnte man jetzt jede Sorte verwenden. Mehrere Jahre nur Besatz - jetzt das teuerste und eleganteste Mantelmaterial.“

Indisch Lamm blieb nach der Einführung durch Arthur Hermsdorf eines der beliebtesten Fellmaterialien der Pelzmode bis weit nach dem Zweiten Weltkrieg. Zusammen mit dem Abflauen der Mode des dem Indisch Lamm ähnlichen Persianers verschwand es im Handel fast völlig, letztlich verstärkt durch die Kriege im Ursprungsland.

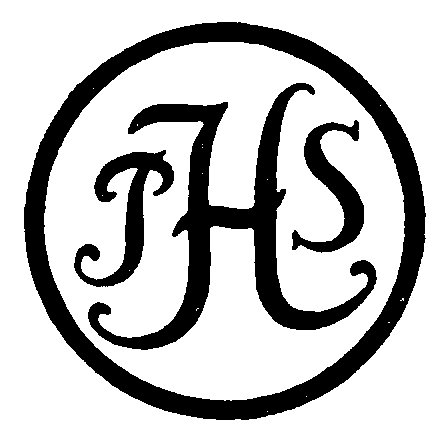
Logo „PHS“

Nach dem Zweiten Weltkrieg verlegten eigentlich alle bedeutenden Leipziger Rauchwaren-Handelsunternehmen ihren Geschäftssitz in die Bundesrepublik, die meisten in das neu entstandene Pelzhandelsviertel Niddastraße in Frankfurt am Main. Die nach dem Krieg zusätzlich gegründete Rauchwaren-Handelsfirma Lodde & Hermsdorf ist im Fachverzeichnis von 1950 im neu entstandenen Frankfurter Pelzhandelszentrum um die Niddastraße, auf der Taunusstraße 42 eingetragen. Rauchwaren-Zurichtereien und Färbereien waren aufgrund ihrer Betriebsstruktur viel schlechter zu verlegen als reine Handelsbetriebe, auch waren sie anfangs noch auf fließendes Wasser angewiesen. Die Pelzveredler, soweit sie es nicht vorzogen zu bleiben, sammelten sich nicht wieder um das Pelzhandelszentrum, sondern verteilten sich weitgehend in der Bundesrepublik. Die Rauchwarenzurichterei und Färberei Gebr. Hermsdorf verblieb an ihrem alten Standort, noch zum Ende der DDR war sie dort verzeichnet. In Köln schien sich eine kleine Konzentration von Pelzhändlern zu bilden, und der Pelzveredler Paul Hermsdorf gründete dann doch einen weiteren Pelzveredlungsbetrieb in der Bundesrepublik, im Köln nahen Monheim.
Im Jahr 1973 zeichneten Herbert und Jürgen Hermsdorf für das Unternehmen Paul Hermsdorf & Sohn, Rauchwaren-Zurichterei und -Färberei in Monheim, Gartzenweg 46 verantwortlich. Frühe Spezialartikel waren Fohlenfelle und Kalbfelle, 1973 auch „Wildware aller Art“.
Paul Hermsdorf starb am 27. Dezember 1972 im Alter von 83 Jahren in seinem Urlaubsort Grainau (bei Garmisch), bis drei Wochen vor seinem Tod war er noch aktiv tätig. Er hinterließ neben dem Sohn Herbert und Enkelkindern einen weiteren Sohn in der damaligen DDR. Offiziell war er einige Jahre vorher aus der Firma Paul Hermsdorf & Sohn ausgeschieden, dafür war sein Enkel Jürgen Hermsdorf Mitinhaber geworden. Jürgen Hermsdorf leitete das Unternehmen Paul Hermsdorf & Sohn zusammen mit seiner Ehefrau Sieglinde († 25. Februar 2018) bis 2016. Er starb 2020 im Alter von 76 Jahren. Er hinterließ die Tochter Sylvia, Schwiegersohn Dirk und Enkelsohn Maximilian.

### Fußnote
Im Frühjahr 2020 meldete sich bei der Schützenvereinigung Zimmersstutzenverein Böhlitz-Ehrenberg Sabine Hermsdorf-Hiß, die Enkelin von Arthur Hermsdorf und seiner Frau Luise, genannt Li. Ihr Großvater war Gründungsmitglied des 1921 entstandenen Vereins und trug 1925 als Schützenkönig auch die Königskette. Die Enkelin überließ dem Nachfolger des 1948 aufgelösten Zimmersstutzenvereins, der Schützengesellschaft Böhlitz-Ehrenberg e. V. 1991, aus dem Nachlass des Schützenbruders neben Fotos alte Schützenscheiben und andere Relikte.

## Lodde & Hermsdorf

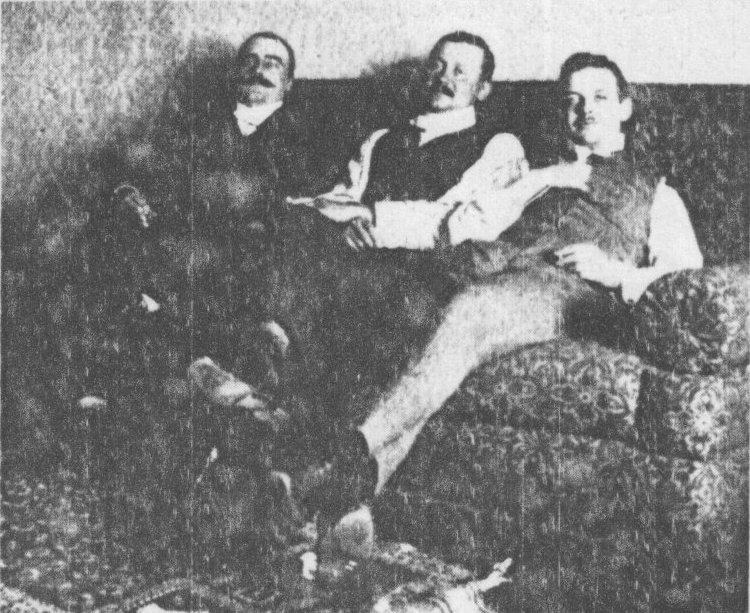
Drei Pelzveredler, „die Herren Alfred Lodde, Richard Mertens und Fritz Leipoldt“ (vor 1915)

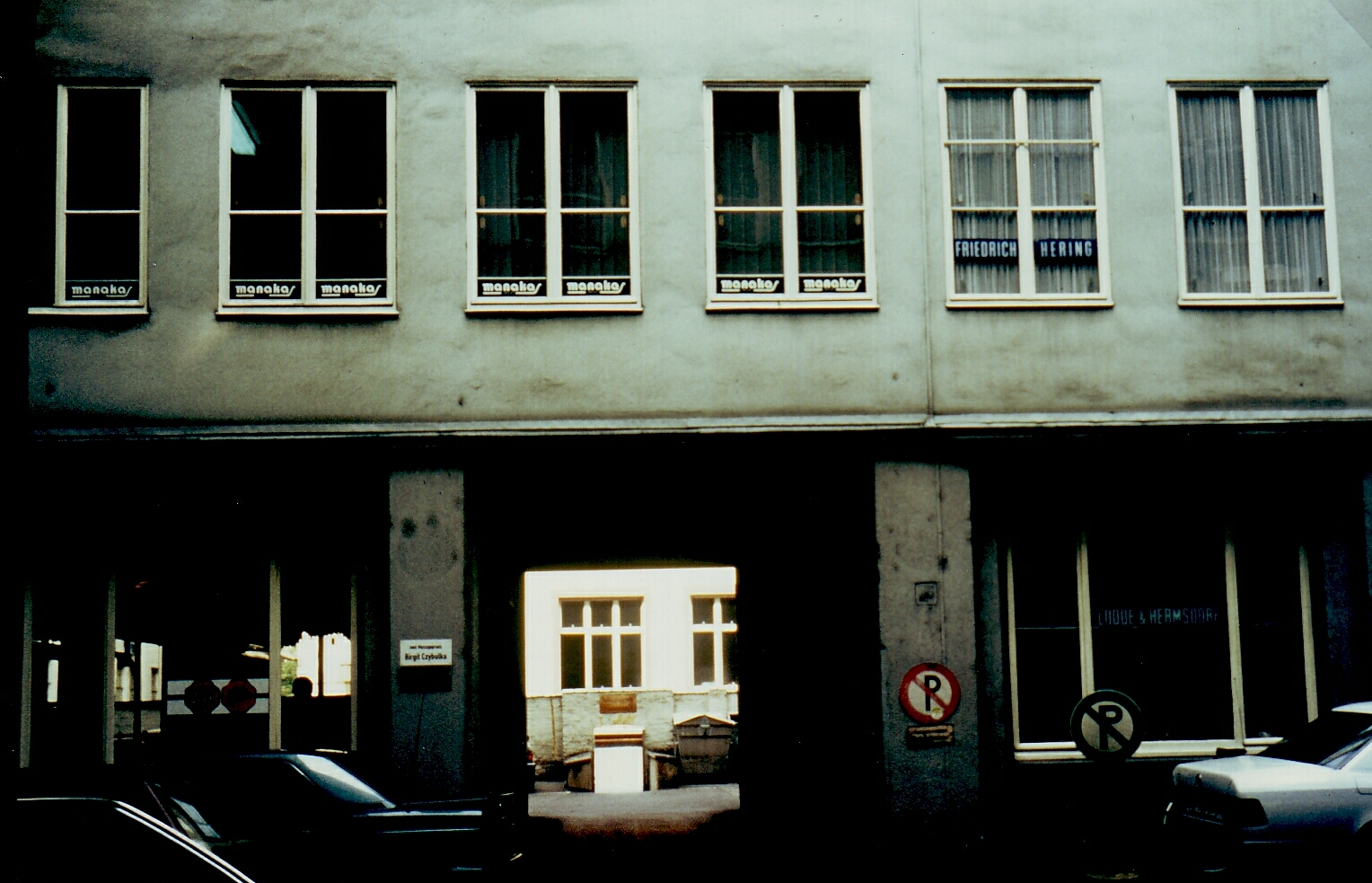
Rechtes Erdgeschoss: Lodde & Hermsdorf, Frankfurt am Main

Im Jahr 1948 tat sich Arthur Hermsdorf mit Heinrich Lodde (* 1910; † 22. August 1959) zusammen, 1950 gründeten sie in Frankfurt am Main die gemeinsame Firma Lodde & Hermsdorf. Bereits 1950 wurde neben der Pelzveredlung Gebr. Hermsdorf in Böhlitz-Ehrenberg, dem Rauchwaren-Kommissionär Arthur Hermsdorf, im westdeutschen Fachverzeichnis auch das Rauchwaren-Handelsunternehmen Lodde & Hermsdorf in der Frankfurter Taunusstraße 42 aufgeführt, 1953 mit dem Zusatz „demnächst Niddastraße 56“. Arthur Hermsdorf war Mitarbeiter des Exportausschusses Rauchwaren unter Paul Hollender, die den „Grundstein für den späteren, fast kometenhaften Aufstieg der westdeutschen Rauchwaren- und Pelzwirtschaft“ legten, anschließend übernahm er den Posten eines Vorstandsmitglieds des sich neu gebildeten Fachverbands. Ferner wird Arthur Hermsdorf als einer der fachlichen Unterstützer der neu entstandenen Bundes-Pelzfachschule in Frankfurt am Main erwähnt.
Heinrich Lodde stammte ebenfalls aus einer bereits in der Pelzbranche tätigen Familie. Sein Großvater Adolf Lodde war ursprünglich Mitinhaber der Leipziger Drogenhandlung Gebrüder Lodde. Er heiratete die Tochter von Wilhelm Dodel, einem der Inhaber des angesehenen, 1831 gegründeten Pelzhandelsunternehmens G. Gaudig & Blum. 1872 wechselte er in die Pelzbranche in den Betrieb seines Schwiegervaters. Adolf Lodde besuchte für die Firma insbesondere jedes Jahr die Londoner Rauchwarenauktionen sowie die russische Pelzmesse in Nischni Nowgorod den Pelzhandel auf der Irbit-Messe. Nach vorübergehender Tätigkeit in den Filialen in London, New York und Paris wurde er 1855 Prokurist und am 1. Januar 1904 Teilhaber von G. Gaudig & Blum. Im Oktober 1892 trat der Sohn Alfred Lodde (* 30. Mai 1873; † 25. Oktober 1930 in Leipzig) als Kommis in die Firma ein. In einem Jubiläumsalmanach zum 50-jährigen Bestehen von G. Gaudig & Blum wird der Sohn Alfred Lodde in Nachfolge der bereits verstorbenen letzten Mitbesitzer als Inhaber genannt.
Der Rauchwarenkaufmann Gerd Kursawe (* 19. Dezember 1941) begann seiner Karriere 1957 als Lehrling bei der Firma Lodde & Hermsdorf in Frankfurt am Main, die er seit 1972 als Teilhaber führte, 1960 folgte ihm Peter Tonert. Von 1989 bis 1997 war Gerd Kursawe Präsident des Deutschen Pelzverbandes. Ende der 1960er Jahre wurde er Mitglied des Prüfungsausschusses Rauchwarenkaufleute und später dessen Vorsitzender. Er ist Sachverständiger des Bundesministerium für Umwelt, Naturschutz und nukleare Sicherheit.Stand 2021
Seit dem Frühjahr 1972 befand sich Lodde & Hermsdorf in der Niddastraße 56, im Jahr 2005 ist die Rauchwarenhandlung noch dort verzeichnet. Das Unternehmen wurde wahrscheinlich im Jahr 2006 aufgegeben.
Heinrich Lodde war am 22. August 1959 im Alter von 49 Jahren nach einer Operation an den Folgen eines Hirnschlags verstorben.

## Werke (Auswahl)
- Arthur Hermsdorf: Das Vermittlerwesen und Sonderausstellung Imitationen. In: IPA – Internationale Pelzfachausstellung, Internationale Jagdausstellung Leipzig 1930 – Amtlicher Katalog. S. .274–278, 282–288

- Leopold Hermsdorf u. a.: Der Skunk und seine Provenienzen. In: Der Rauchwarenmarkt Nr. 1/2, 2. Januar 1943, S. 3–7

- Arthur Hermsdorf in Zusammenarbeit mit Gerd Kursawe, Peter Tonert: Der Fellgroßhandel nach 1945 – Eine Rückschau. In: Rauchwarenmarkt Nr. 11–12, Dezember 1985, S. 6–12

- Arthur Hermsdorf: Neuheiten – Ein Rückblick von Arthur Hermsdorf, Leipzig. In: Philipp Manes: Die deutsche Pelzindustrie und ihre Verbände 1900–1940, Versuch einer Geschichte. Berlin 1941 Band 4. Durchschrift des Originalmanuskripts, S. 396–402 (→ Inhaltsverzeichnis)

- Paul Schöps in Zusammenarbeit mit Leopold Hermsdorf: Das Sortiment von Rauchwaren. Hermelin-Verlag Dr. Paul Schöps, Leipzig, Berlin, 1949, Richard König, Buchdeckel.

- Paul Schöps in Zusammenarbeit mit Leopold Hermsdorf, Horst Münnich, Fritz Schmidt: Die Fellproduktion der Sowjetunion. In: Das Pelzgewerbe, XX. Jahrgang, Heft 9/10, Hermelin-Verlag Leipzig und Berlin, 1950. S. 5–17

- Leopold Hermsdorf sen. (posthum), diverse Autoren: Maulwurf. In: Das Pelzgewerbe Nr. 6, 1958, S. 243–253; Halbfabrikate aus Pelzwerk, Nr. 2, 1959, S. 58–69